# Bioterapie
Bioterapie či isoterapie (z řeckého ίσος, stejný = léčit stejné stejným) je metoda alternativní medicíny pomocí preparátů zvaných nosóda nebo bioterapeutikum či isoterapeutikum. Tyto homeopatické preparáty jsou připravovány z nemocných tkání a orgánů nebo z jejich sekretů, např. z hnisu, vředů, nádorů, z exkretů nemocných osob, ale i z virů a bakterií. Impulsem pro používání nosód byl Jennerův objev očkování virem vakcínie (kravských neštovic) proti neštovicím. Nosódy mají působit podobně, prostřednictvím aktivace obranných sil, podle jiných však působí také na principu podobnosti. Vzhledem k tomu, že patologická tkáň je potencována homeopaticky, je léčba nosódami jakýmsi hybridem mezi očkováním (vakcinací) a homeopatií s tím rozdílem, že homeopatie je léčba podobného podobným, kdežto v případě nosód jde o léčbu stejného stejným. Sám Hahnemann isopatii, tedy i léčbu nosódami odmítal, a zavedli ji teprve jeho následovníci. Termín nosóda použil poprvé americký homeopat Constantine Hering.
Léčba nosódami se rozšířila především ve Francii a Německu, kde se používá dodnes. Byla považována za samostatnou metodu, ale od roku 1985 je součástí homeopatie, a nosódy jsou proto v Německu zařazeny do oficiálního homeopatického lékopisu. V západní Evropě dnes existuje zhruba 30 továrně vyráběných nosód. Původně se používaly nosódy v injekční formě, dnes ve formě tablet a kapek. Prvním výrobkem byl psorin, připravený ze svrabových kožních ložisek, známá byla i difterická nosóda (proti záškrtu), v současnosti jsou často používanými nosódami Staphylococcinum a Infuenzinum (proti chřipce), a existují i nosódy proti tumorům, např. carcinoma-uteri-nosóda. Do České republiky zatím tyto preparáty nepronikly.

## Kritika
Léčba nosódami je metodou patřící do rámce alternativní medicíny a je neúčinná, protože homeopaticky vysoce potencovaný preparát v sobě neobsahuje prakticky žádnou molekulu původní látky. Účinnost nosód také nebyla standardními metodami nikdy prokázána. Pokud by se používaly nosódy méně potencované (méně ředěné), s obsahem toxického nebo infekčního agens, bylo by jejich použití spojeno s vysokým rizikem infekce nebo alergizace.